# Vilanova d'Alcolea
Vilanova d'Alcolea és un municipi del País Valencià que pertany a la comarca de la Plana Alta.
Limita amb les Coves de Vinromà, la Torre d'en Doménec, Alcalà de Xivert, Benlloc i la Serra d'en Galceran.

## Geografia
Situada en un altell en el corredor interior de la província i en un entorn de suaus ondulacions envoltada de camps d'ametlers, oliveres i vinyes.

### Nuclis de població

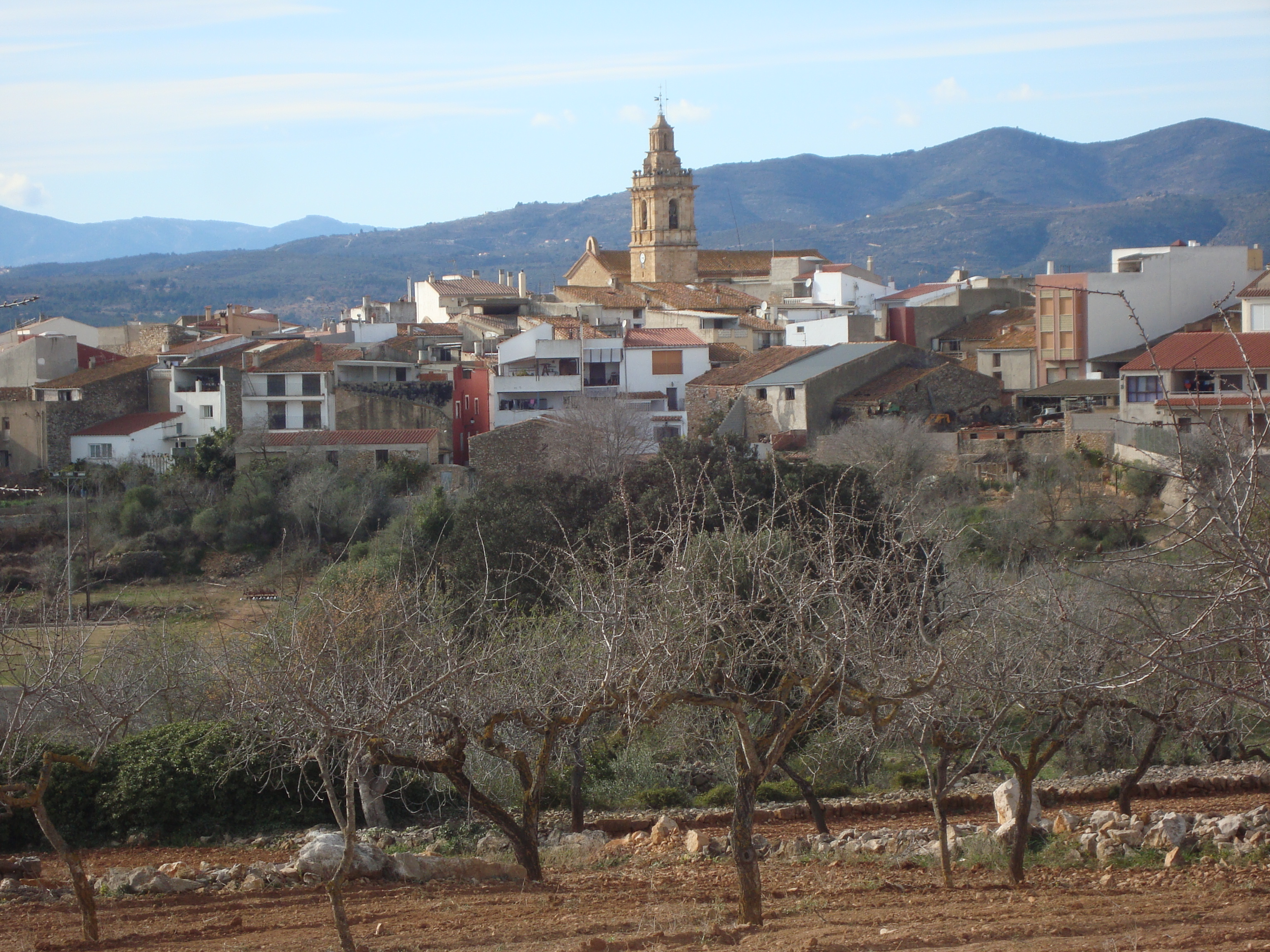
Vista panoràmica de Vilanova d'Alcolea

- Vilanova d'Alcolea

- Mas de Calaf
- Els Pasqualets
- Hostal de Carlos

## Història
Històricament va formar part de la batlia de Coves de Vinromà, a l'Encomana Major de Montesa, dins de la Setena de les Coves (agrupació de set viles del Maestrat amb les quals es compartien serveis dels quals es retien a l'Encomanador). Anomenada Alcolea en època de la conquesta, va pertànyer al senyoriu de Balasc d'Alagó i al de l'orde de Calatrava, del qual va rebre la seua carta pobla el 13 de febrer del 1245. L'any 1275 passà al senyoriu d'Artal d'Alagó, i el 1294, el rei Jaume el Just va canviar-la a l'orde del Temple. Després de la desaparició dels templers, el 1319 va passar a mans de l'orde de Montesa fins a la seua dissolució en el segle xix. L'any 1324 va canviar el seu fur al de València.

## Demografia
| 1990 | 1992 | 1994 | 1996 | 1998 | 2000 | 2002 | 2004 | 2005 | 2006 | 2007 |
| ---- | ---- | ---- | ---- | ---- | ---- | ---- | ---- | ---- | ---- | ---- |
| 804  | 717  | 697  | 669  | 632  | 639  | 655  | 637  | 637  | 700  | 702  |

## Economia

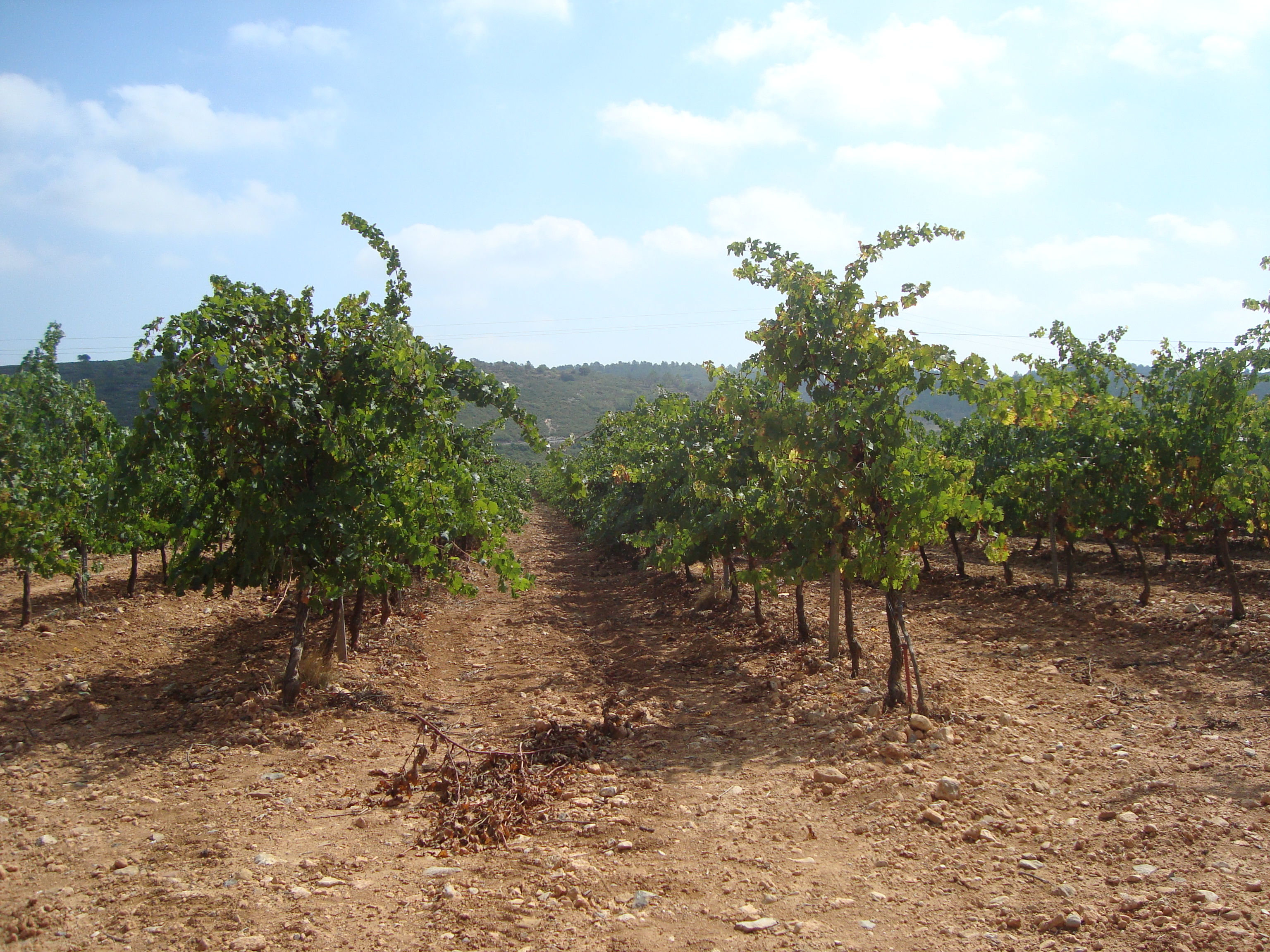
Vinya

Basada tradicionalment en l'agricultura de secà, amb predomini dels cultius d'ametlers i oliveres i vinyes. Quant a la ramaderia, compta amb explotacions avícoles i porcines, però la més significativa i operativa actualment és l'equina, situada a Les Llacunes.

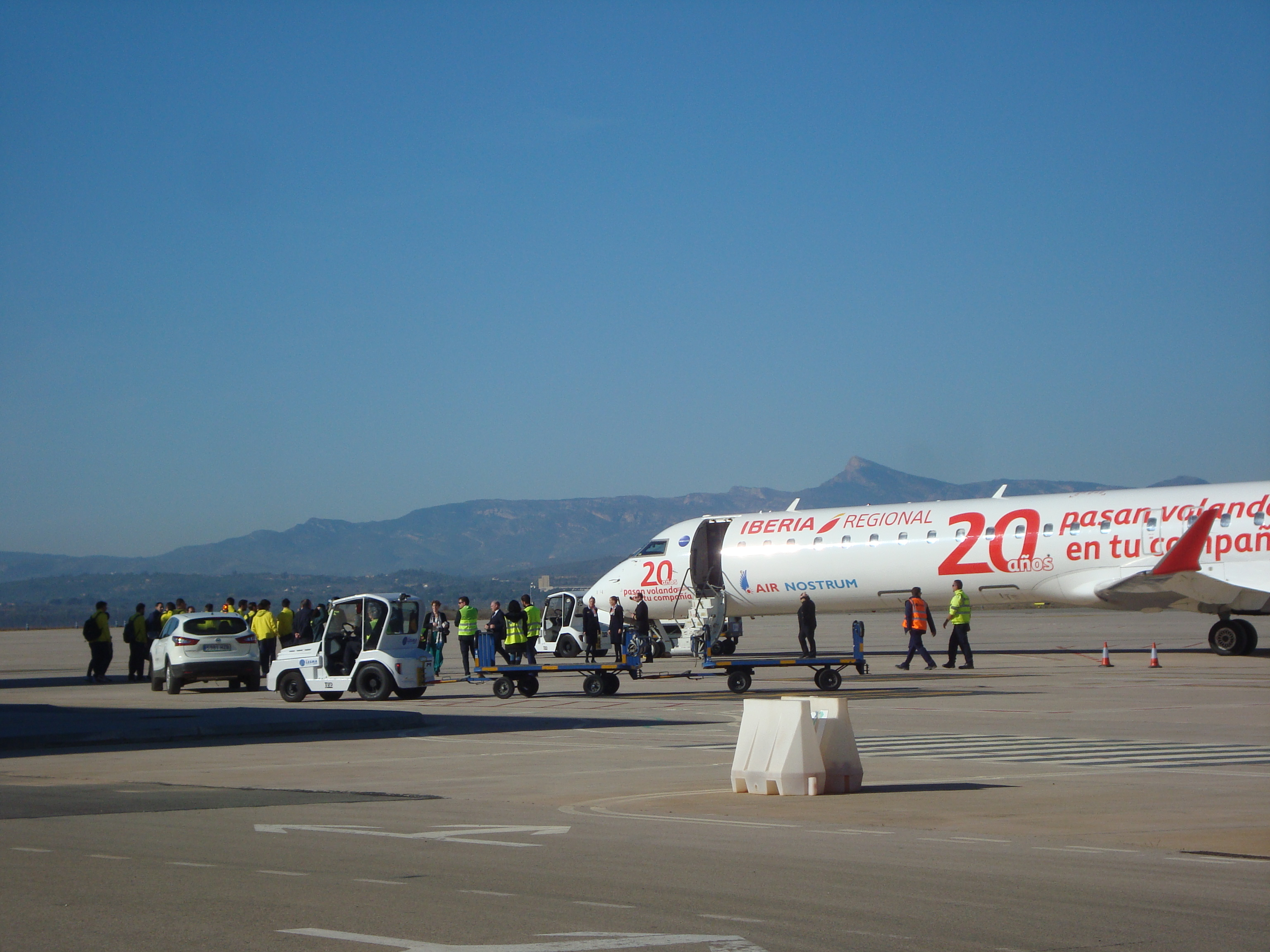
Aeroport de Castelló

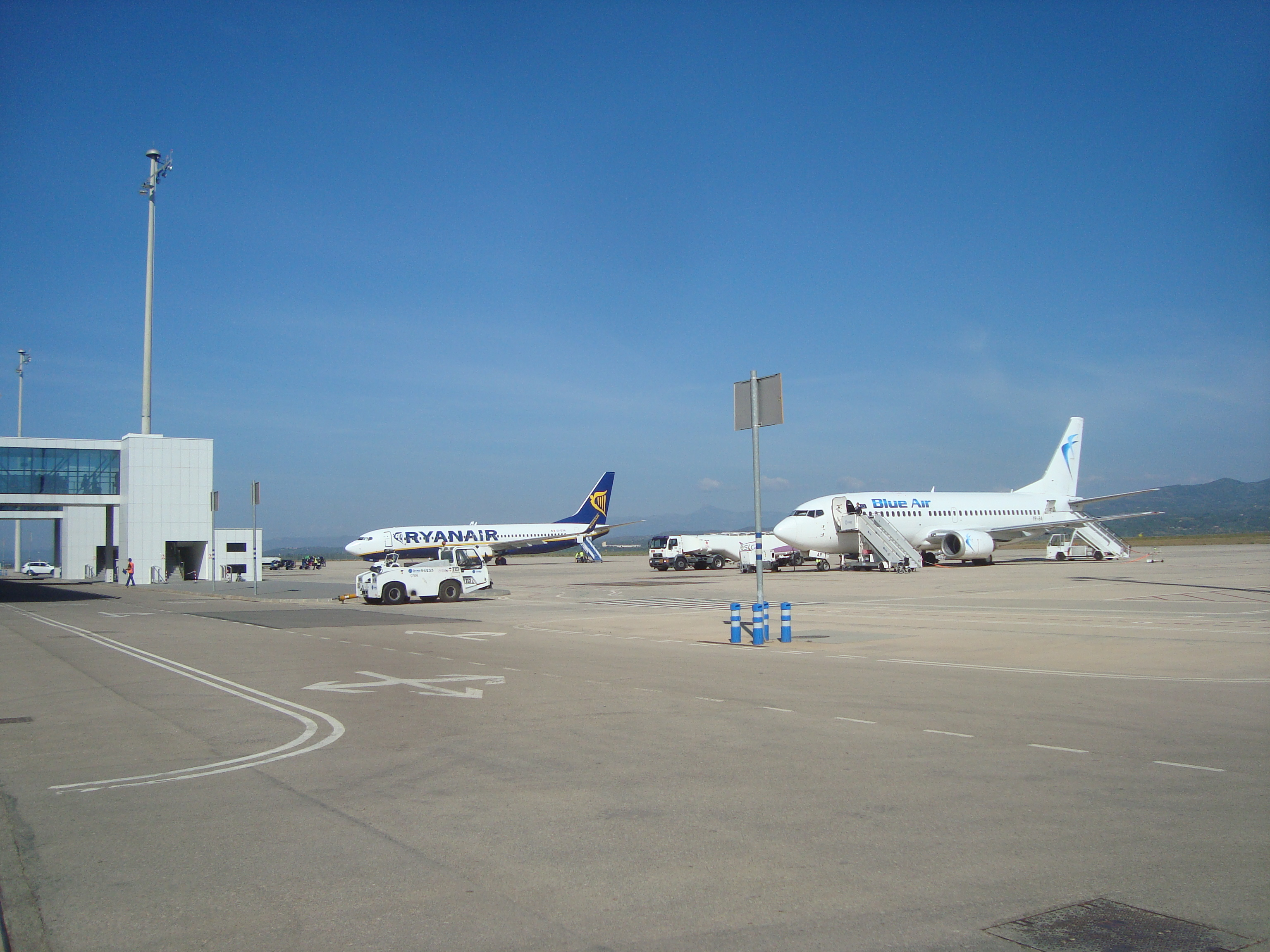
Aeroport de Castelló

L'Aeroport de Castelló esta construït al terme de Vilanova.

## Política i govern

### Composició de la Corporació Municipal
El Ple de l'Ajuntament està format per 7 regidors. En les eleccions municipals de 26 de maig de 2019 foren elegits 6 regidors de l'Agrupació Vilanovina Independent (AVI) i 1 del Partit Popular (PP).
| Eleccions municipals de 26 de maig de 2019 - Vilanova d'Alcolea                                                    |                                     |                                     |                                     |      |          |          |
| Candidatura | Candidatura                         | Candidatura                         | Cap de llista                       | Vots | Vots     | Regidors |
| | Agrupació Vilanovina Independent    |                                     | Francesc Oller Capdevila            | 328  | 80,00%   | 6 (+1)   |
| | Partit Popular                      |                                     | Vicente Gabriel Rovira Martínez     | 74   | 18,05%   | 1 (-1)   |
| | Vots en blanc                       |                                     |                                     | 8    | 1,95%    |          |
| Total vots vàlids i regidors                                                                                       | Total vots vàlids i regidors        | Total vots vàlids i regidors        | Total vots vàlids i regidors        | 410  | 100 %    | 7        |
| | Vots nuls                           | Vots nuls                           | Vots nuls                           | 14   | 3,30%    |          |
| Participació (vots vàlids més nuls)                                                                                | Participació (vots vàlids més nuls) | Participació (vots vàlids més nuls) | Participació (vots vàlids més nuls) | 424  | 83,30%** |          |
| Abstenció | Abstenció                           | Abstenció                           | Abstenció                           | 85*  | 16,70%** |          |
| Total cens electoral                                                                                               | Total cens electoral                | Total cens electoral                | Total cens electoral                | 509* | 100 %**  |          |
| Alcalde: Francesc Oller Capdevila (AVI) (15/06/2019)                                                               |                                     |                                     |                                     |      |          |          |
| Fonts: JEC, JEZ Castelló, Periòdic Ara. (* No són vots sinó electors. ** Percentatge respecte del cens electoral.) |                                     |                                     |                                     |      |          |          |

### Alcaldia
Des de 2011 l'alcalde de Vilanova d'Alcolea és Francesc Oller Capdevila, de l'Agrupació Vilanovina Independent (AVI).
| Període                       | Alcalde o alcaldessa     | Partit polític | Data de possessió | Observacions |
| ----------------------------- | ------------------------ | -------------- | ----------------- | ------------ |
| 1979–1983                     | Manuel Solsona Bellés    | UCD            | 19/04/1979        | --           |
| 1983–1987                     | Manuel Solsona Bellés    | AP-PDP-UL-UV   | 28/05/1983        | --           |
| 1987–1991                     | Manuel Casbas Ebrí       | PSPV-PSOE      | 30/06/1987        | --           |
| 1991–1995                     | Joaquín Centelles Borràs | PP             | 15/06/1991        | --           |
| 1995–1999                     | Victor Saura Maimó       | PSPV-PSOE      | 17/06/1995        | --           |
| 1999–2003                     | José Manuel Rambla Saura | PP             | 03/07/1999        | --           |
| 2003–2007                     | José Manuel Rambla Saura | PP             | 14/06/2003        | --           |
| 2007–2011                     | Pedro Bort Vidal         | AVI            | 16/06/2007        | --           |
| 2011–2015                     | Francesc Oller Capdevila | AVI            | 11/06/2011        | --           |
| 2015–2019                     | Francesc Oller Capdevila | AVI            | 13/06/2015        | --           |
| 2019-2023                     | Francesc Oller Capdevila | AVI            | 15/06/2019        | --           |
| Des de 2023                   | n/d                      | n/d            | 17/06/2023        | --           |
| Fonts: Generalitat Valenciana |                          |                |                   |              |

## Monuments

### Monuments religiosos
- El Calvari. Segle XIX

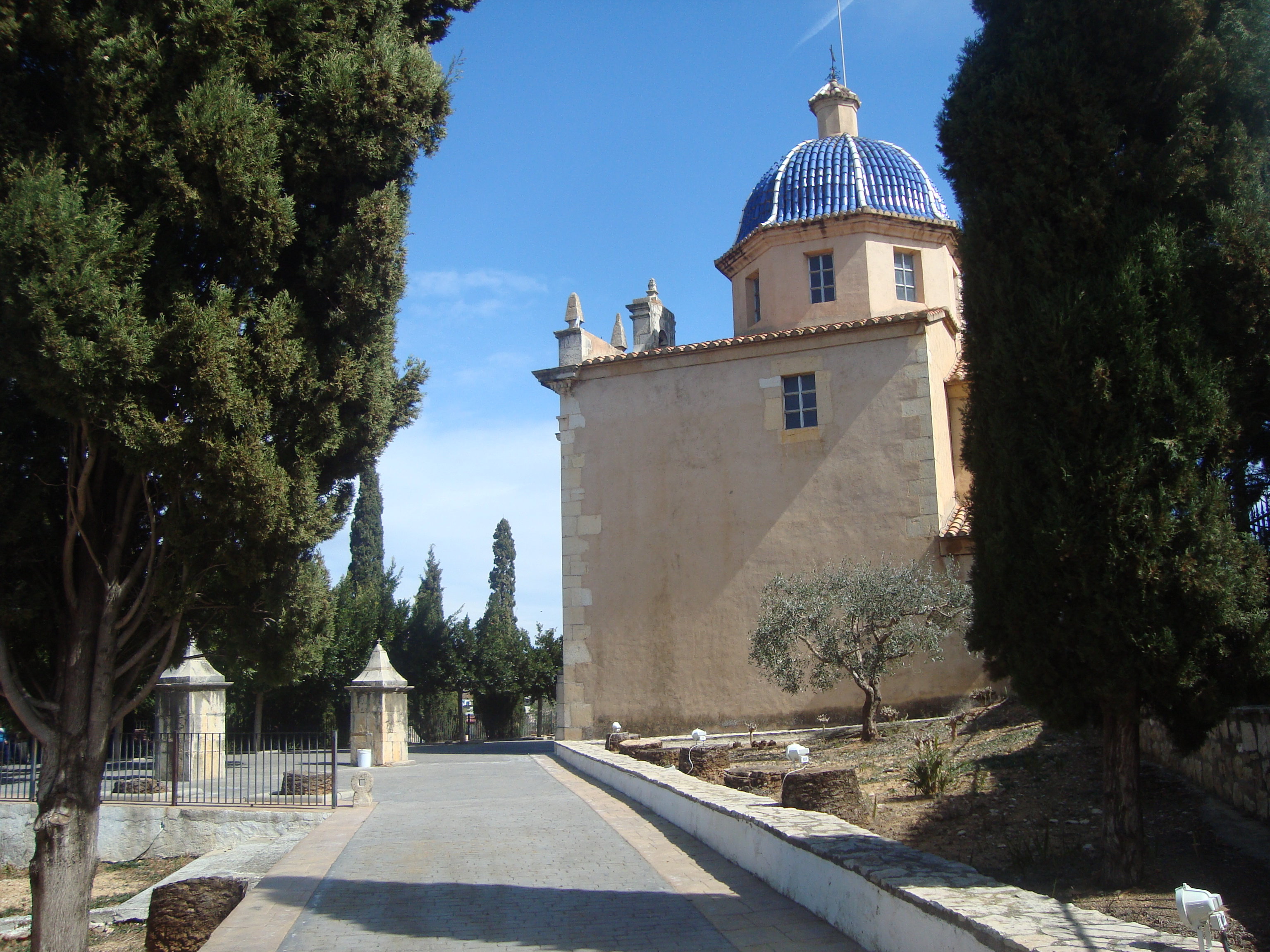
Ermita del Calvari de Vilanova d'Alcolea

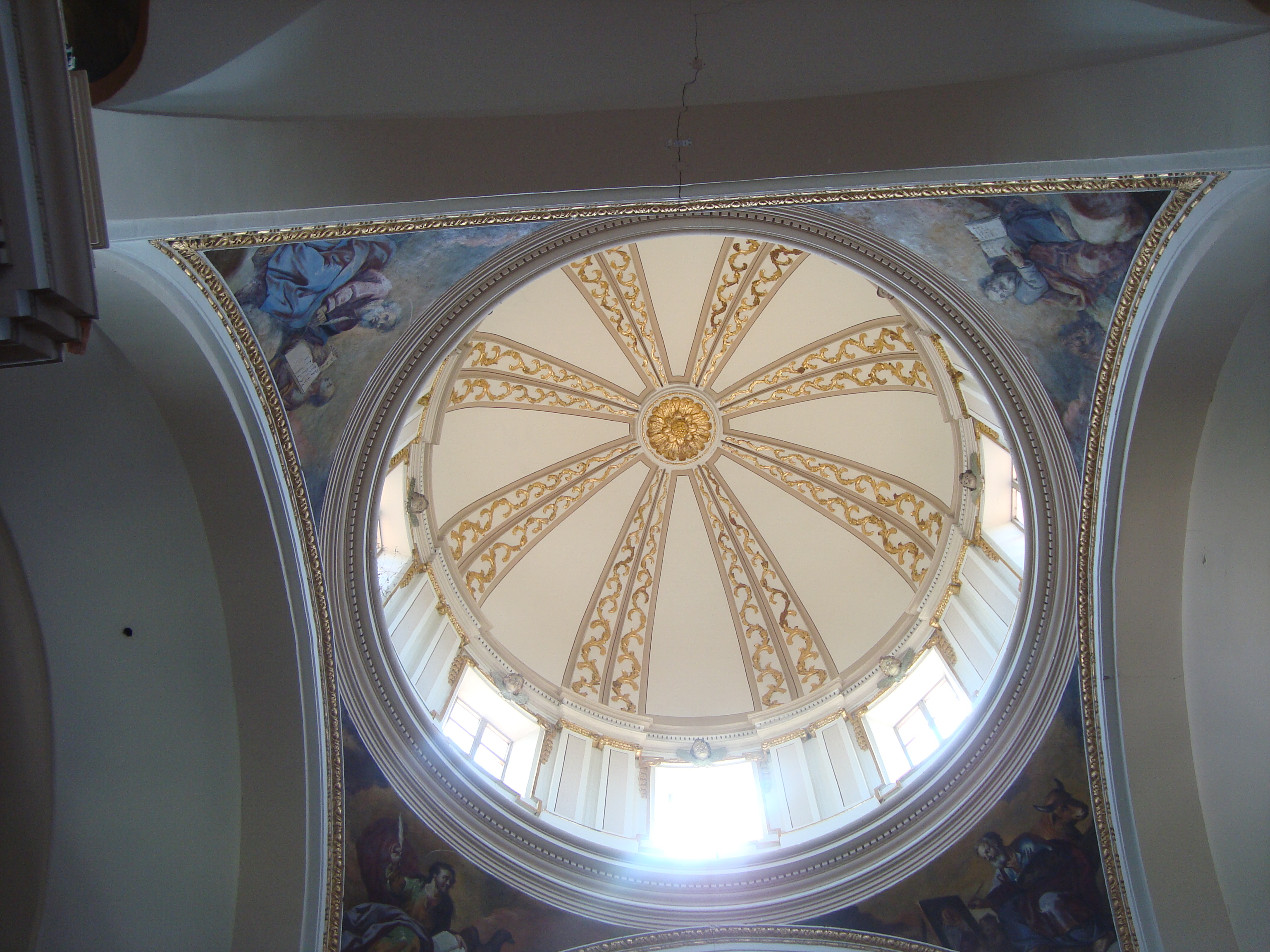
Cúpula de l'Ermita del Calvari (Vilanova d'Alcolea)

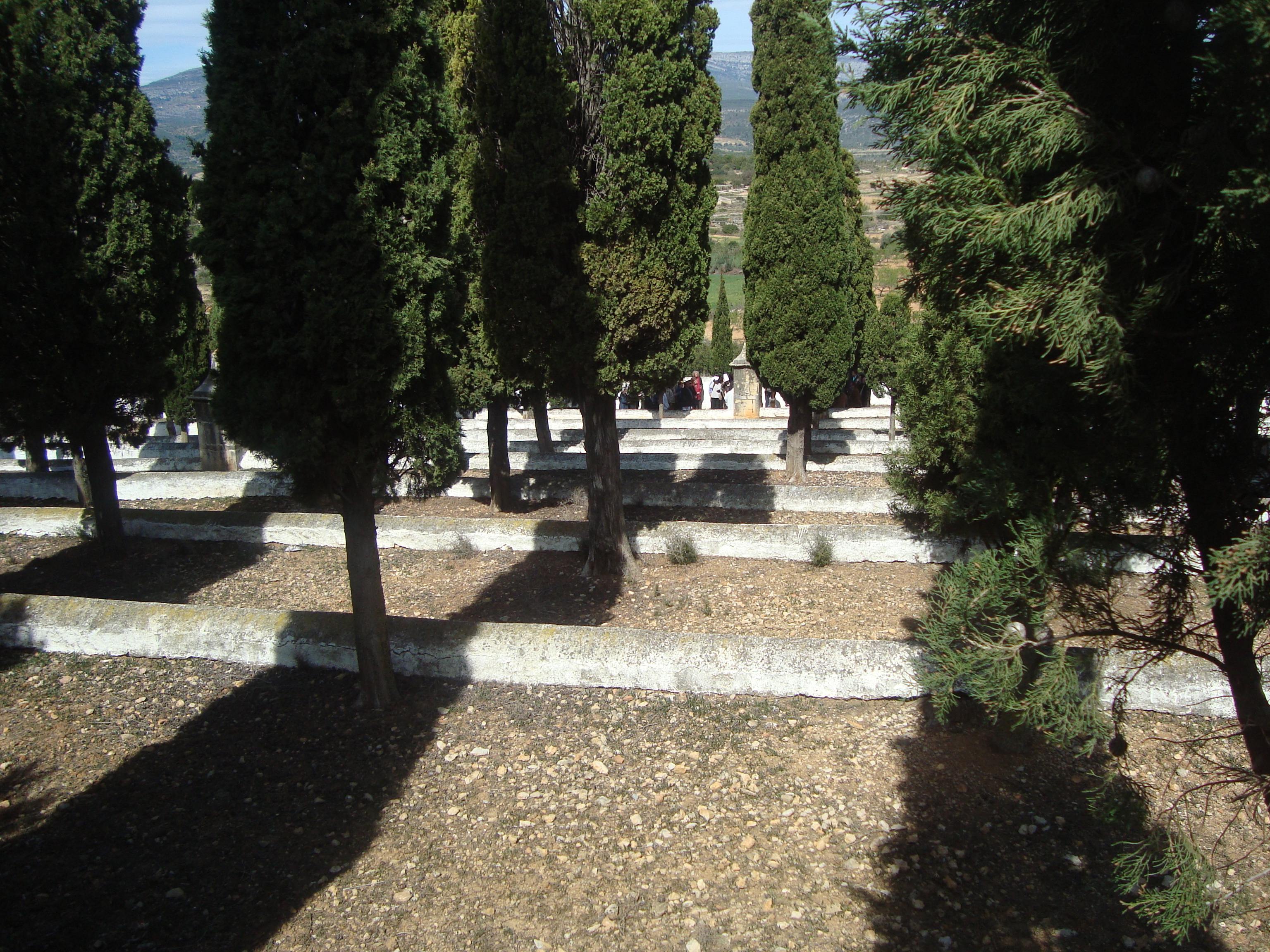
Recinte del Calvari de Vilanova d'Alcolea

En la vessant del pujol on s'assenta la població s'alça l'ermita del Calvari, amb capella a planta central que té pintures murals en l'absis, petxines en la cúpula i llunetes, obra del pintor Joaquim Oliet. En algunes fornícules de les estacions es conserva ceràmica d'Onda i l'Alcora del segle xviii.
- Església de Sant Bertomeu.

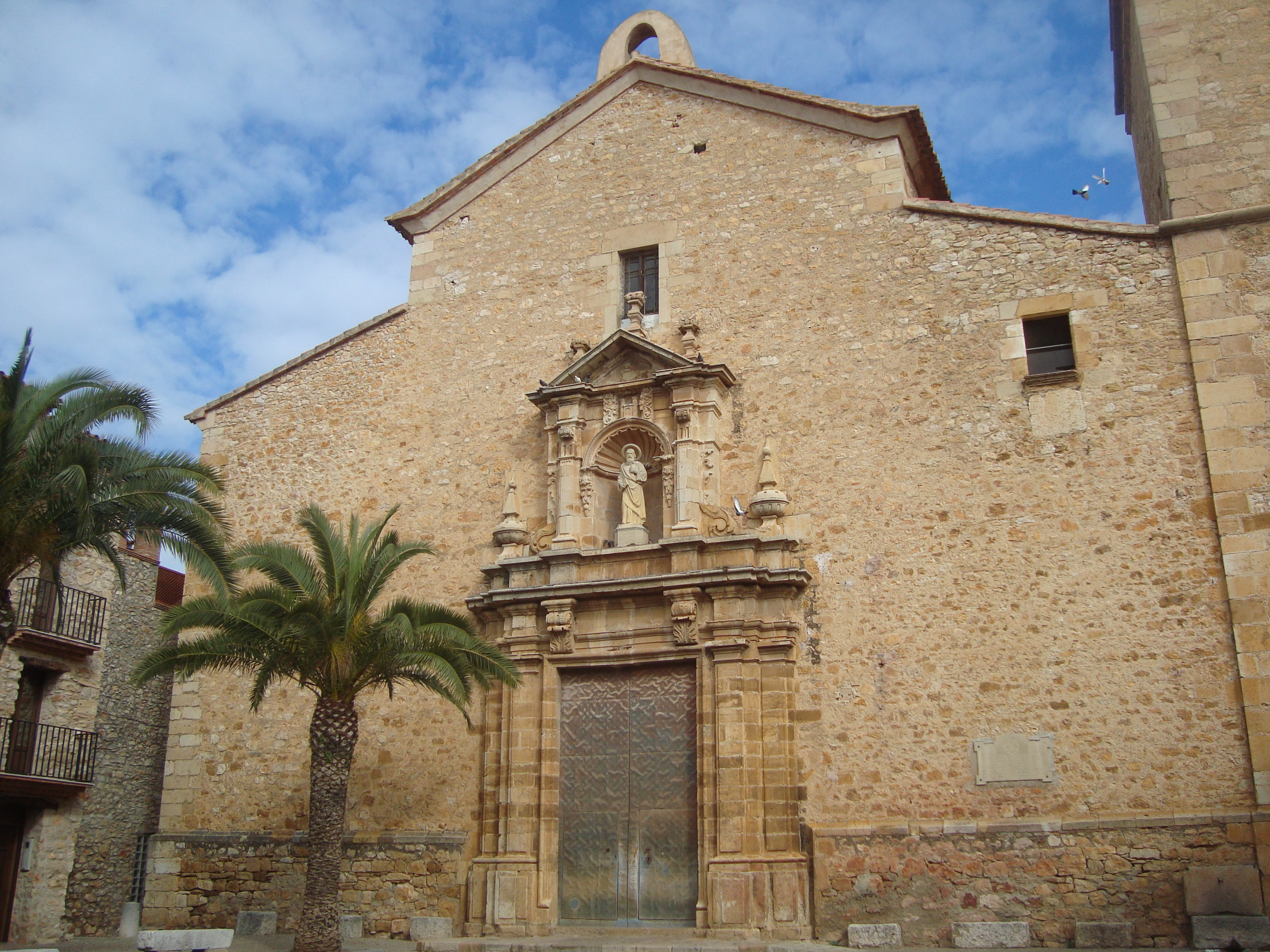
Església de Sant Bartomeu (Vilanova d'Alcolea)

Església amb altar barroc del segle xvii, obra dels Germans Capuz. És de tres naus sense creuer ni cúpula, d'escassa ornamentació, però de proporcions cuidades, com ho és també la bella portada de tipus clàssic de 1700. La capella té cúpula i bona decoració barroca. Harmònic de proporcions i de bona presència és el campanar, en particular el seu cos superior de les campanes. Conserva algunes peces d'orfebreria, entre elles un calze del segle xvi amb punxó valencià.

### Monuments civils
- L'Hostalot. En 1992 va ser descobert en la partida de l'Hostalot, el jaciment d'Ildum, estació romana de la província, on s'han trobat importants restes arqueològiques, entre altres un mil·liari en bon estat de conservació. Actualment restaurat i visitable.

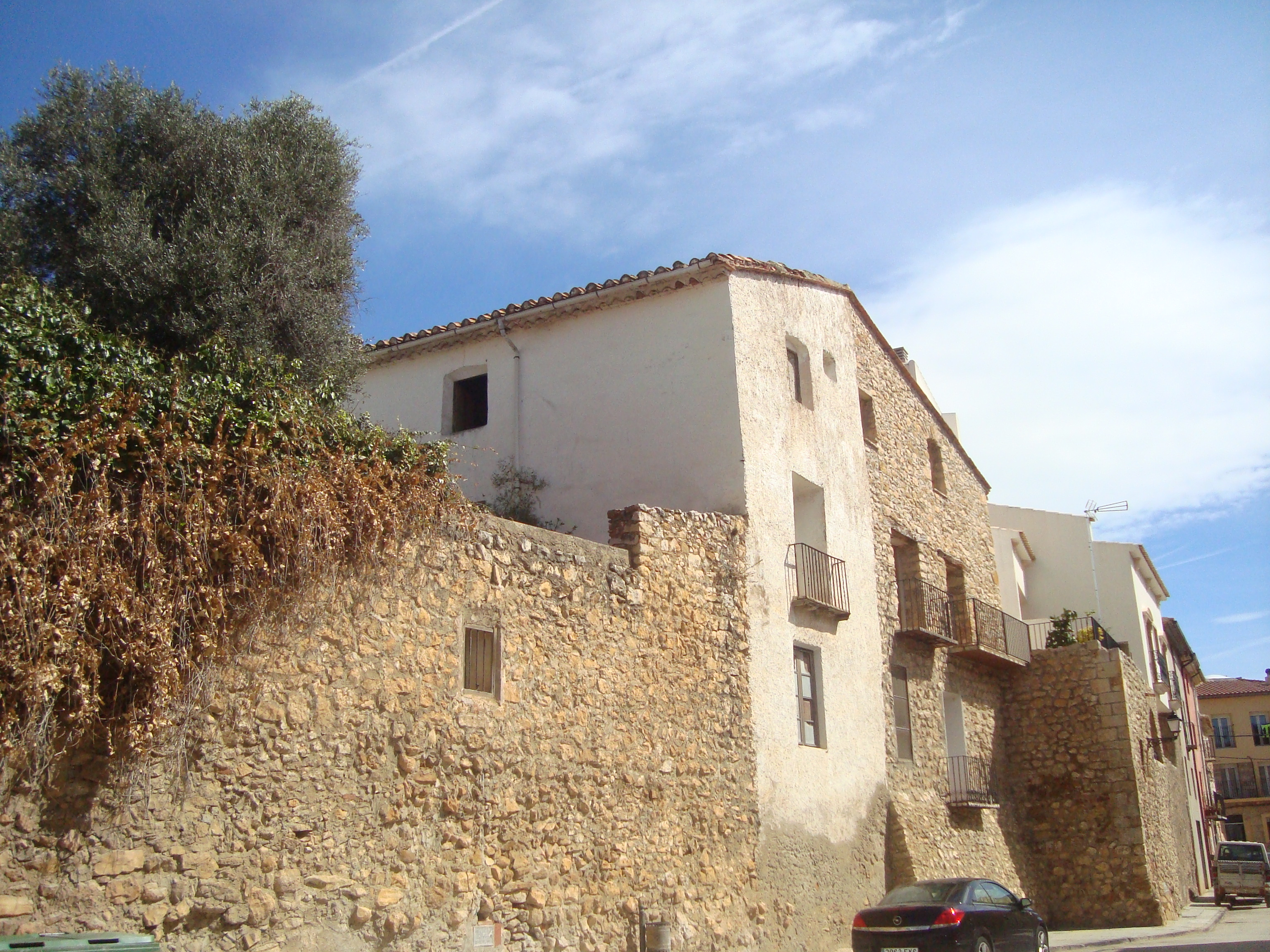
Muralles de Vilanova d'Alcolea

- Muralles de Vilanova d'AlcoleaMuralla. Restes de les muralles d'època medieval de la vila.

## Llocs d'interés

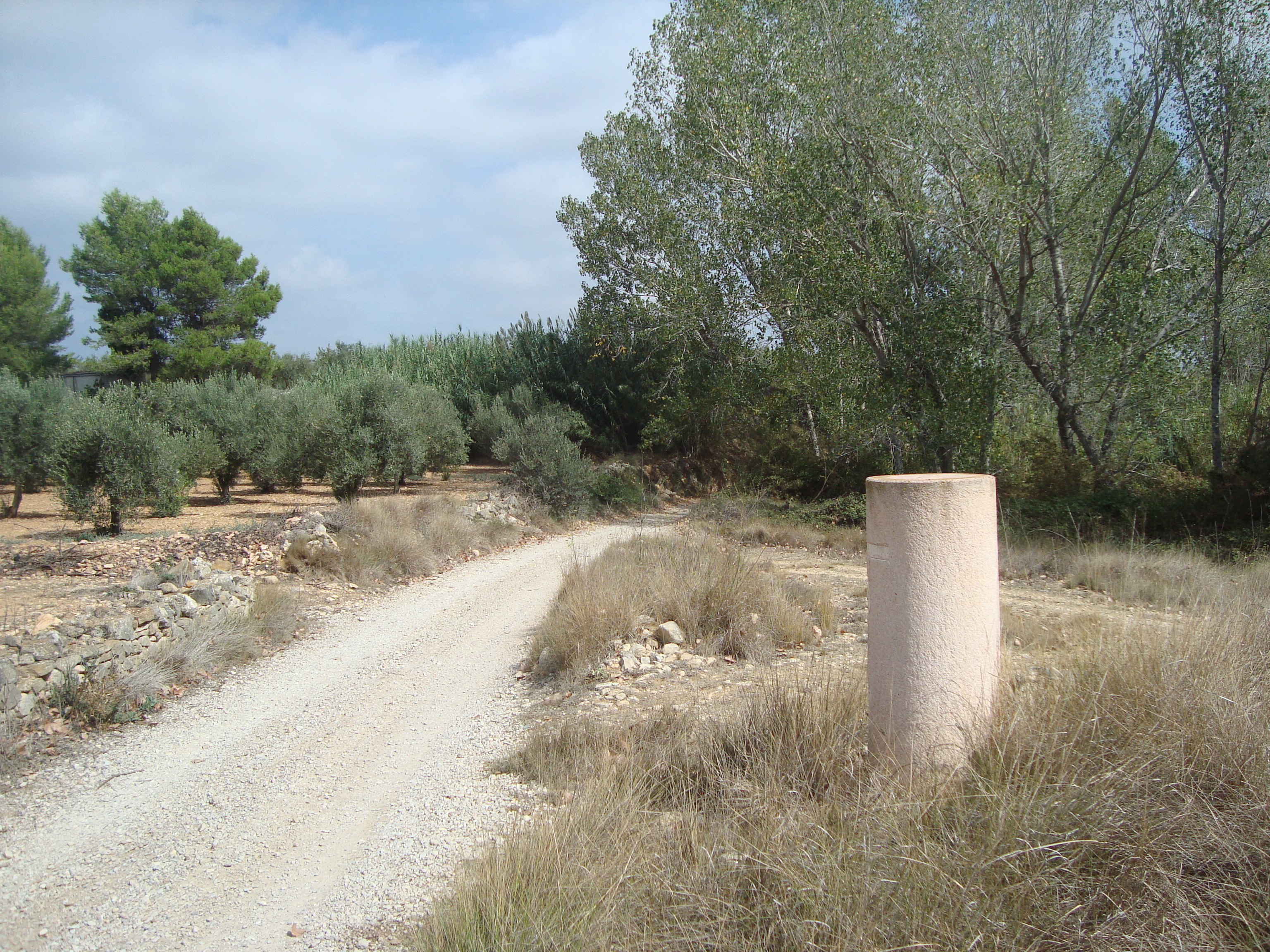
Via Augusta (Vilanova d'Alcolea)

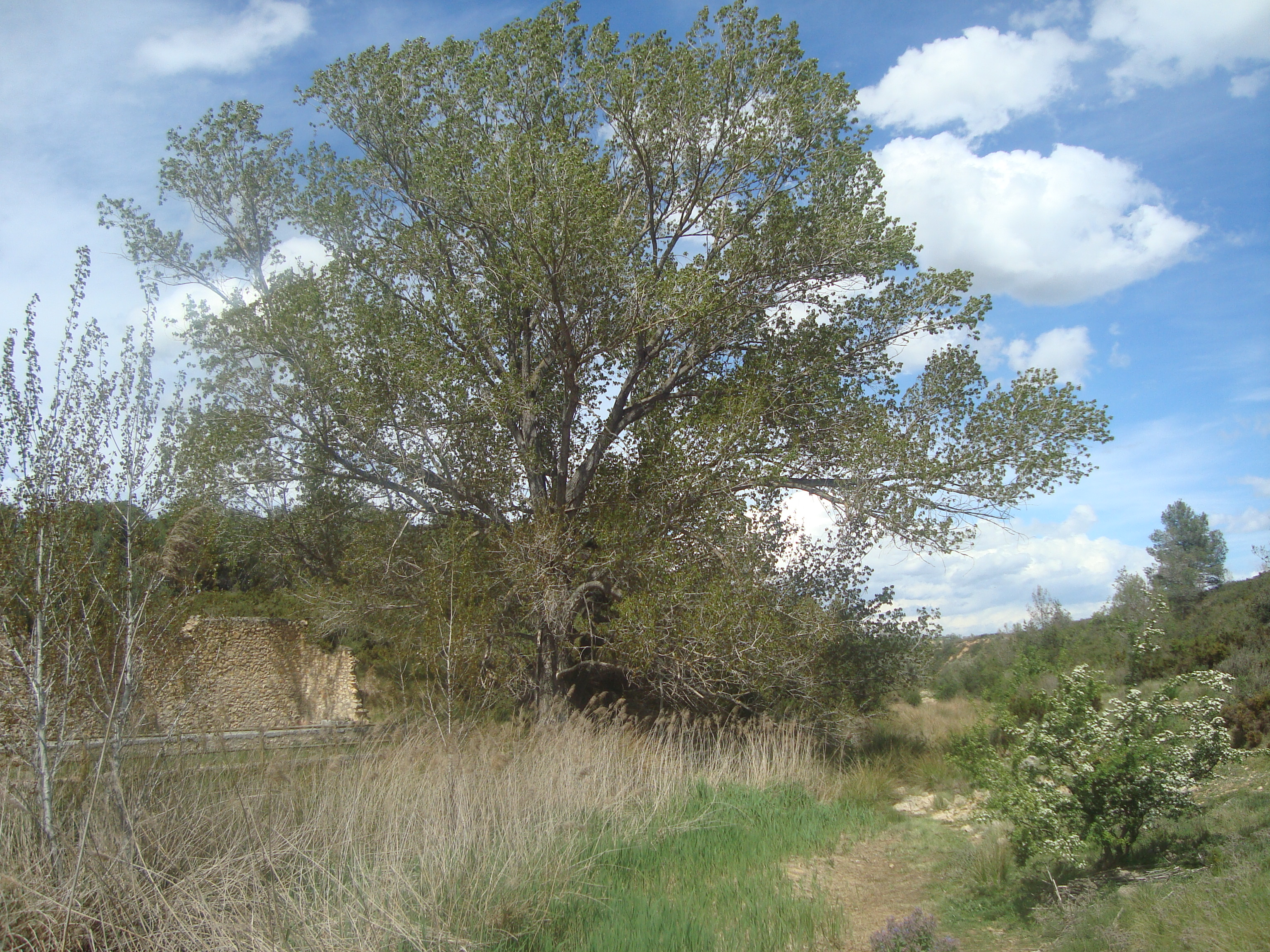
Xop negre de l'Assut, Arbre Monumental de la Comunitat Valenciana (Vilanova d'Alcolea)

El pas de la Via Augusta marca molts dels llocs d'interés de Vilanova d'Alcolea, ja que el seu recorregut s'ajusta a l'existència de brolladors, fonts i pous al llarg del seu recorregut. Així, des de L'Hostalot (l'antiga Ildum), on s'han trobat unes importants restes arqueològiques d'època romana, cap al sud trobem el paratge de la Font Roja (on naix la font homònima), la Font dels Terrers i dos pous amb els seus corresponents aljubs (el Pou Ample i el Pou Nou). Es poden localitzar sénies de tradició àrab disseminades al llarg del terme municipal.
En la població, també es manté un ric patrimoni d'oliveres centenàries i mil·lenàries, però actualment a causa del problema de l'espoli, es va reduint i a poc a poc està desapareixent aquesta part de la història agrícola de la població.
Altres llocs d'interés són la font del Mas de Calaf, la Font de la Carrasqueta, la Font de la Vila i la Font de Puig Pedró.

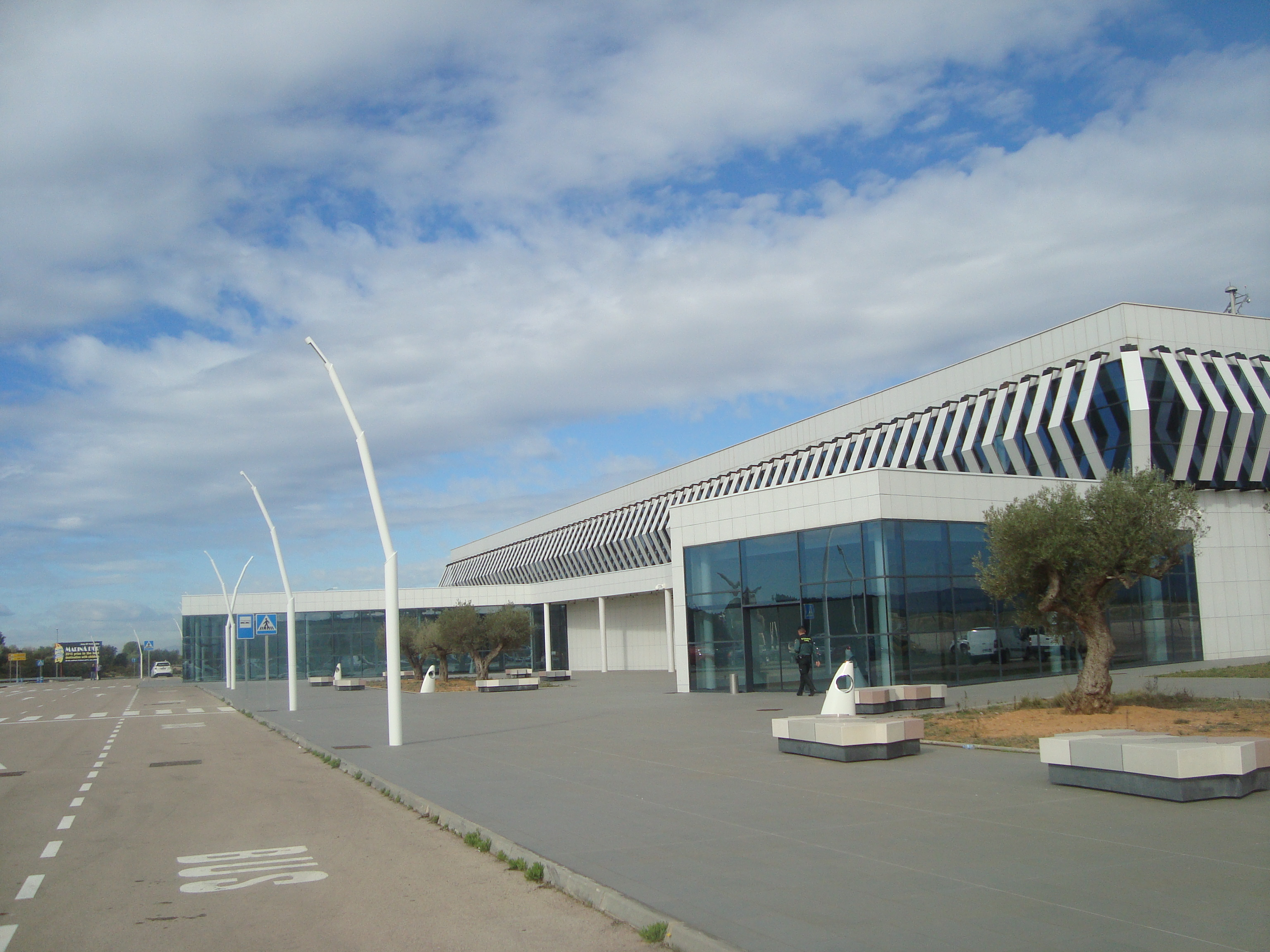
Aeropuerto Castellón-Costa Azahar

## Festes i celebracions
- Sant Antoni. Tenen lloc a mitjan gener i se celebren en dissabte i diumenge. Es remunten al segle xiv i destaquen, per la seua bellesa i singularitat, la processó, el "tropell" i la "coca". Tot s'inicia amb la crema de la foguera, que posteriorment donarà pas a la benedicció de les cavalleries i processó pels carrers del poble. En la processó les cavalleries es veuen obligades a travessar les espectaculars barreres de foc amatents al llarg del recorregut. Igualment espectacular resulta el "tropell", carrera on els genets mostren la seua perícia muntant a pèl, i on l'inici es decidix en l'últim moment i no hi ha un itinerari definit, excepte el final, que és la casa on es repartiran "les coquetes".[5][6]

- Setmana cultural. Se celebra durant la primera setmana d'agost. Es realitza la popular Marxa a la Lluna (una excursió al Mas de Calaf), concursos de fotografia, frontó, guinyot, ping-pong i de curtmetratges gravats amb telèfon mòbil.

- Festes patronals. En honor de Sant Bertomeu, del 18 al 30 d'agost. Hi destaquen el "ball de plaça" i la celebració de balls, revetles, almorzars monumentals i espectacles taurins.
- Festes de la joventut. Les organitza la gent jove a mitjan mes d'abril.

## Agrupacions musicals
El "Grup Folcloric La Murà" és l'agrupació més important de la població pel nombre de components.
Va ser impulsat per un grup de famílies del poble en 1995, amb la finalitat de poder mantindre els balls i danses tradicionals, tenint com a professors a la gent gran del poble. D'aquesta manera, es van començar a organitzar xicotets grups de balladors i balladores, que assajaven amb molta il·lusió a les escoles del poble.
A poc a poc, la cosa va anar quallant, i amb l'ajuda de la banda de música local i els arranjaments del ball pla fet per Enrique Martínez Fuertes, el grup va anar creixent, al mateix temps que participava en més actuacions: primer va començar en el mateix poble, després en els municipis veïns, i finalment van arribar a eixir de la comunitat.
Compta amb més de 50 balladores i balladors, un grup de dolçainers i tabaleters i una altra agrupació musical recentment constituïda dintre del Grup Folcloric: "La Rondalla", la rondalla, que va iniciar els seus passos amb alguns dels membres de l'antiga rondalla dirigida per Victorino Gisbert en els anys 70, que amb pocs anys de vida han aconseguit dominar un repertori molt extens.
La Societat Musical Santa Cecília de Vilanova d'Alcolea és la banda del poble, refundada l'any 1982. Fins al 2013, la va dirigir Enrique Martínez Fuertes (compositor d'obres de renom com "El sueño de Boabdil" o "Al-Andalus"), actualment és el seu net, Kike Martínez Saura, qui ho fa.
Actualment, la banda compta amb 68 músics i 23 educands. Un total de 91 persones (més d'un deu per cent de la població de Vilanova d'Alcolea). Calen destacar els seus espectacles a festes d'agost com ara:
- "Mamma Mia!". Musical el qual va rebre 837 persones com a públic, sent tot un rècord per a un poble de menys de 600 habitants. Es tracta d'una producció produïda íntegrament amb gent de la població.
- "A la recerca de melodia perduda". Espectacle a les piscines municipals amb la Banda, grup de rock, cinema, ballarines i grup de natació sincronitzada. Espectacle pioner a l'estat espanyol.
- Espectacle de cinema i música en directe "Cine Primitivo" (amb interpretacions de gent de la Banda).
- "Arrock a Banda". Espectacle multidisciplinar amb la Banda, grup de rock, ballarins, cinema i teatre en directe).
La Banda fa un total de 35 actuacions a l'any, sent la major part d'elles a la mateixa població. Tot i això, cal destacar les seues actuacions a Falles i Magdalena i les seues eixides arreu d'Europa com ara a Alemanya o França.
El poble també compta amb banda juvenil, amb una primera generació de músics del 2008 al 2011 dirigida per Kike Martínez Saura, i des del 2014 amb la segona generació de músics i amb Àngel Monfort Guimerà de director.
La Societat Musical Santa Cecília de Vilanova d'Alcolea també ha creat recentment (2018) un grup de batucada i un cor mixt.

## Gastronomia

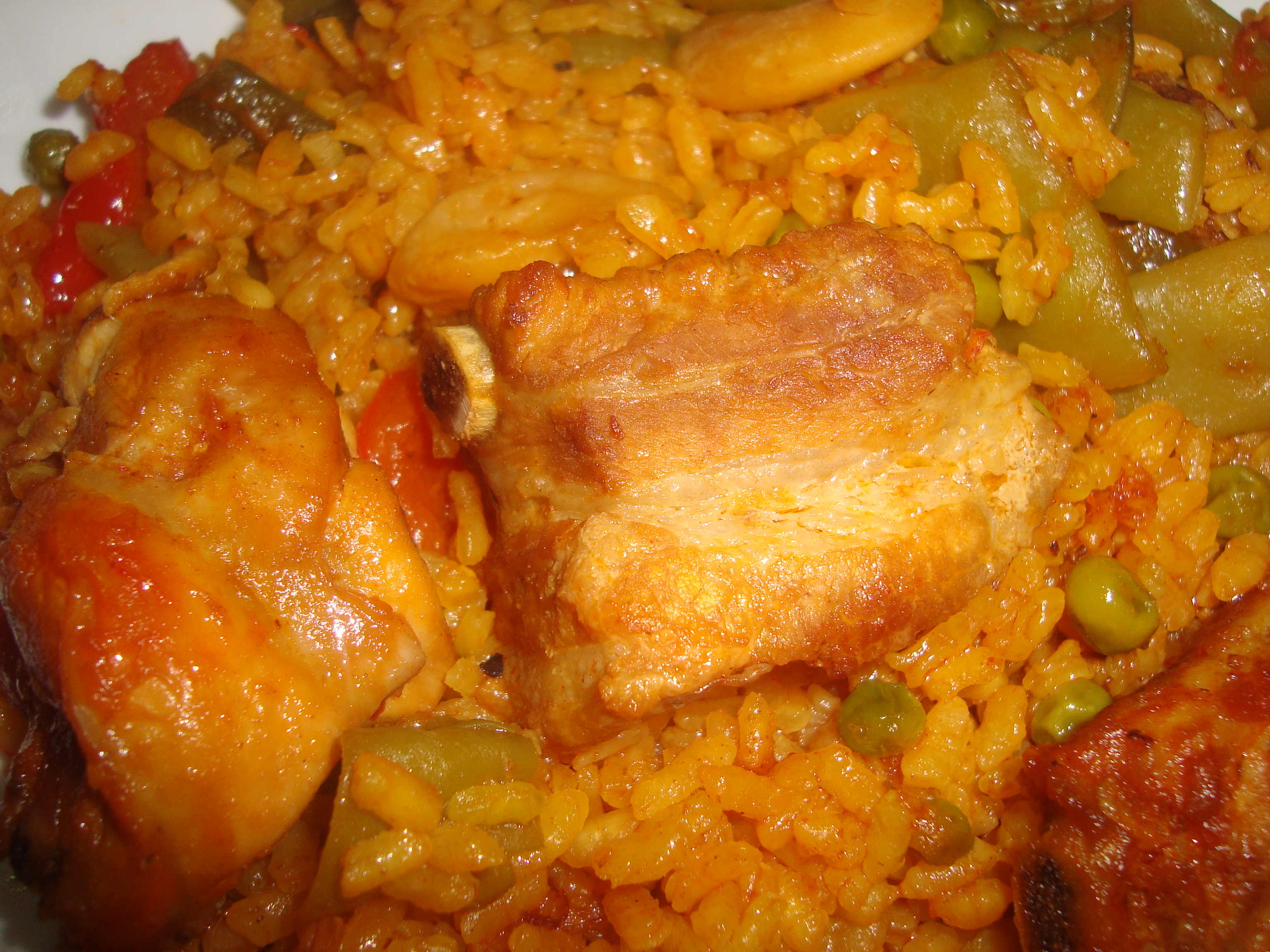
Gastronomia: Plat d'arròs en paella

Plats: "Corder rostit al forn", paella, olla, carns i embotits a la brasa, conill torrat, costelles de corder a la brasa, rostit, tombet ....
Rebosteria: Coques dolces i salades, rosegons, figues albardades, pastissets, ...